# Nyckelbensfraktur
En nyckelbensfraktur eller klavikelfraktur är ett benbrott i nyckelbenet. Symptomen är vanligen smärta kring frakturområdet och minskad rörlighet av den drabbade armen. Komplikationer kan vara att luft tar sig in i pleurarummet som omger lungan (så kallad pneumothorax); skada på närliggande nerver eller blodkärl; samt synliga, obehagliga, eller missprydande felställningar.
Frakturen uppstår ofta vid fall som tas emot med axeln, med utsträckt arm; eller vid direktvåld. Nyckelsbenfraktur kan även uppstå hos nyfödda vid förlossning. Det är oftast den mellersta delen av nyckelbenet som drabbas. Diagnosens ställs vanligen baserat på symptombild och bekräftas med röntgenavbildning.
Nyckelbensfrakturer behandlas vanligen genom att  armen sätts i en mitella under en till två veckor och på det sättet immobiliseras. Smärtstillande som paracetamol kan vara av hjälp. Det kan ta upp till fem månader för styrkan i benet att återgå till det normala. Skäl för kirurgiskt ingrepp är bl.a. öppen fraktur, påverkan på nerver eller blodkärl, eller en förkortning av nyckelbenet på mer än 1,5 cm hos en ung person.
Nyckelbensfrakturer drabbar oftast personer som är yngre än 25 år eller över 70 år. Bland yngre drabbas män oftare än kvinnor. Hos vuxna utgör nyckelbensfrakturer cirka 5% av alla frakturer, medan de hos barn utgör cirka 13% av frakturer.